# Мала Літава
Мала Літава (словац. Malá Litava) — річка; ліва притока Літави, протікає в округах Крупіна і Вельки Кртіш.
Довжина приблизно 9,3—10,0 км. Витік знаходиться в масиві Дачоломська полонина — на висоті приблизно 525-530 метрів.
Протікає територією села Церово.. Впадає в Літаву на висоті приблизно 425-430 метрів.